# Ashton Kutcher
Christopher Ashton Kutcher (Cedar Rapids, Iowa; 7 de febrero de 1978) es un actor, productor y modelo estadounidense. Es conocido por interpretar el papel de Michael Kelso en la serie That '70s Show. Fue el creador, productor ejecutivo y presentador del programa Punk'd de MTV donde se realizaban bromas a los famosos. Tuvo papeles en películas como, Dude, Where's My Car?, Recién casados, El efecto mariposa, The Guardian y What Happens in Vegas. También es el productor y cocreador de la serie de televisión Room 401 y el reality show Beauty and the Geek. Kutcher reemplazó a Charlie Sheen en la exitosa comedia de situación estadounidense Two and a Half Men.

## Primeros años
Kutcher nació en Cedar Rapids, Iowa. Hijo de Diane Finegan, una empleada de Procter & Gamble, y Larry Kutcher, quien trabajaba en una fábrica de General Mills. Tiene ascendencia checa por parte de su padre e irlandesa por parte de su madre. Fue criado en hogar católico junto a su hermana mayor, Tasha, y un hermano mellizo, Michael Kutcher, que tuvo un trasplante de corazón cuando los hermanos eran jóvenes. Su hermano sufre de parálisis cerebral y es portavoz de la fundación Reaching for the Stars. Tuvo un pasado difícil, y tuvo varios trabajos, incluyendo la carpintería, y otros trabajos relacionados con la vida en la granja.
Asistió a Washington High School en Cedar Rapids, Iowa, durante un año aproximadamente cuando su familia se trasladó a Tiffin, Iowa, donde asistió a Clear Creek-Amana High School. Además de ser un estudiante, participó en el equipo de fútbol americano como receptor. Mientras tanto, su vida en la casa era estresante. En una entrevista declaró que "no quería volver a casa y enterarse de malas noticias sobre su hermano" y "me mantenía tan ocupado que no me permitía sentirlo". Kutcher admitió que pensó varias veces en el suicidio. Una vez, trató de saltar de un balcón de un hospital, pero su padre intervino en el último minuto. En torno a ese momento, sus padres se divorciaron. Durante su último año, irrumpió en la escuela de secundaria por la noche con su primo en un intento de robar el dinero, pero al salir fue arrestado. Kutcher fue declarado culpable en tercer grado, por allanamiento de morada y condenado a tres años de libertad condicional y 180 horas de servicio comunitario. Kutcher dijo que a pesar de que la experiencia "le enderezó", perdió a su novia y esperó becas de colegio, y fue condenado al ostracismo en la escuela y en su comunidad.
Kutcher asistió a la Universidad de Iowa, donde se especializó en ingeniería bioquímica (pero no recibiría ningún título), motivado por el deseo de encontrar una cura para su hermano de la dolencia del corazón. En la Universidad de Iowa, Kutcher fue expulsado de su apartamento por ser demasiado "ruidoso" y "salvaje". Kutcher declaró: "Pensé que lo sabía todo pero no tenía ni la menor idea. Yo era fiestero, y me desperté muchas mañanas sin saber lo que había hecho la noche antes. Estoy asombrado de no estar muerto". Era miembro de la hermandad estudiantil Delta Ji. A fin de mes, Kutcher para poder pagar su matrícula de la universidad trabajó en el verano en la fábrica de cereales General Mills en Cedar Rapids y, en ocasiones, realizó donaciones de sangre por dinero. Durante su tiempo en la Universidad, se acercó a él un cazatalentos en un bar llamado The Airliner en Iowa City, Iowa, y fue contratado para entrar en "Fresh Faces of Iowa", una competición de modelos. Después de colocarse en primer lugar, ganó un viaje a Nueva York a International Modeling and Talent Associatioin (IMTA) Convention. Tras su estancia en Nueva York, Ashton regresó a su hogar de Cedar Rapids, Iowa, antes de trasladarse a Los Ángeles para continuar su carrera de interpretación.

## Carrera

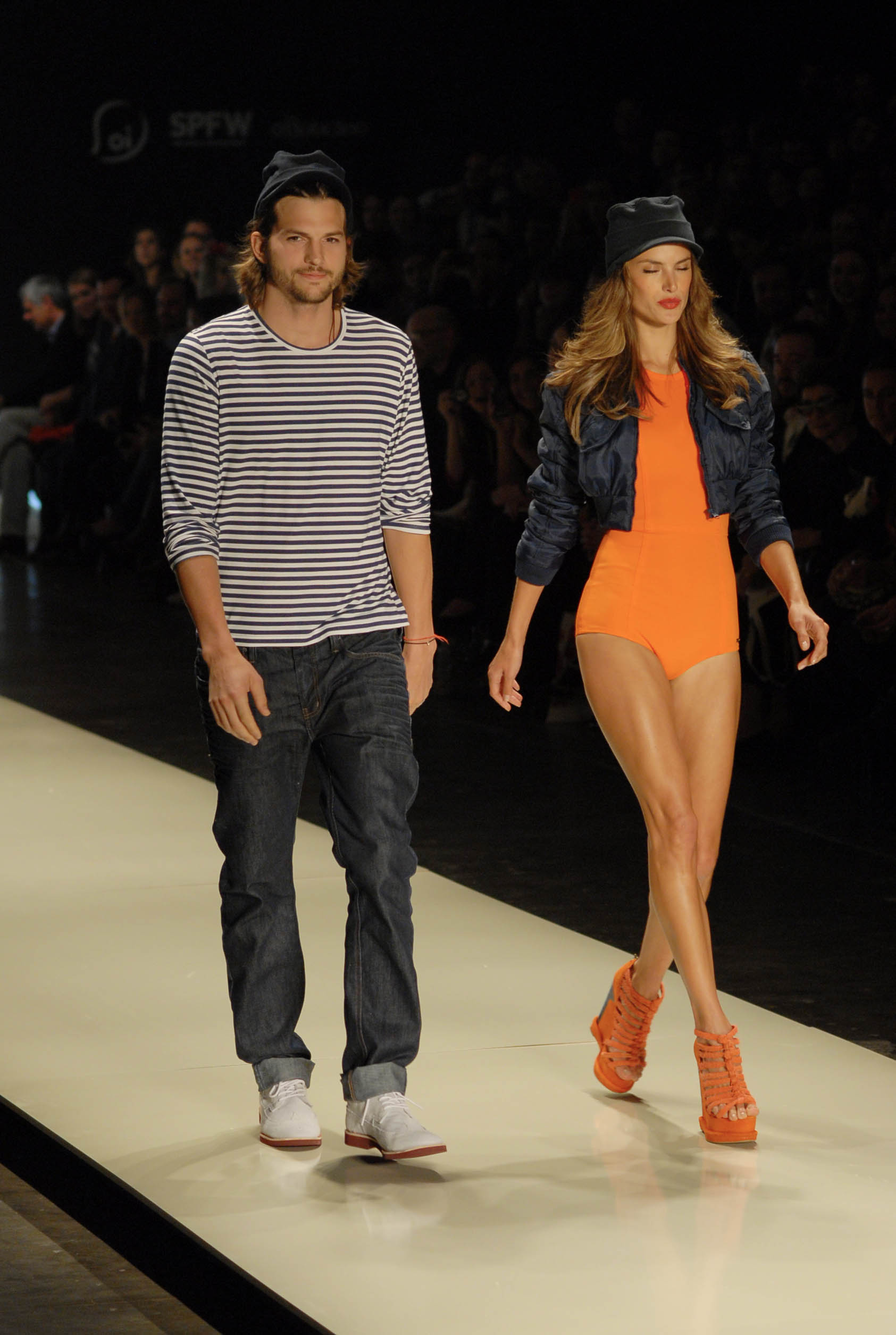
Ashton desfilando junto a Alessandra Ambrosio.

Después de participar como concursante en una competición IMTA (perdiendo contra Josh Duhamel) en 1998, Kutcher firmó con una agencia en Nueva York, apareció en los anuncios para Calvin Klein, modeló en París y Milán, y apareció en un comercial de Pizza Hut.
Después de algo de éxito como modelo, Kutcher se mudó a Los Ángeles, y, después de su primera audición, fue elegido como Michael Kelso en la serie de televisión That '70s Show, que debutó en 1998 y terminó en 2006. Kutcher fue elegido en una serie de papeles para películas; aunque él audicionó, no fue elegido para el papel de Danny Walker en Pearl Harbor (2001), protagonizó en varias películas cómicas, incluyendo Dude, Where's My Car? (2000), Recién casados (2003), y Guess Who (2005). Apareció brevemente en la película de 2003, Cheaper by the Dozen, interpretando a un actor auto-obsesionado. Su película de 2004 El efecto mariposa fue un papel inusual para Kutcher, interpretando a un joven conflictivo que viaja a través del tiempo; la película recibió comentarios mixtos negativos, pero fue un éxito en taquilla. "Siempre he estado interesado interpretar personas reales, hacer papeles dramáticos", declaró el actor con respecto a su papel en El efecto mariposa. "Solo que no había tenido la oportunidad hasta ahora", agregó.
En 2003, Kutcher produjo y protagonizó su propia serie en MTV llamada Punk'd como anfitrión. La serie incluyen trucos de cámara escondida para las celebridades. Kutcher es también el productor ejecutivo del realy show Beauty and the Geek, Adventures in Hollyhood (basado en el grupo de rap Three 6 Mafia), y The Real Wedding Crashers y el programa de juegos Opportunity Knocks. Muchos de sus créditos de producción, incluyendo Punk'd, vienen a través de Katalyst Films, una productora que él dirige con su compañero Jason Goldberg.
Debido a problemas de calendarios con la filmación de The Guardian, Ashton fue obligado a no renovar su contrato para la octava y última temporada de That '70s Show, aunque apareció en los primeros cuatro episodios (acreditado como estrella invitada) y regresó para el final de la serie.

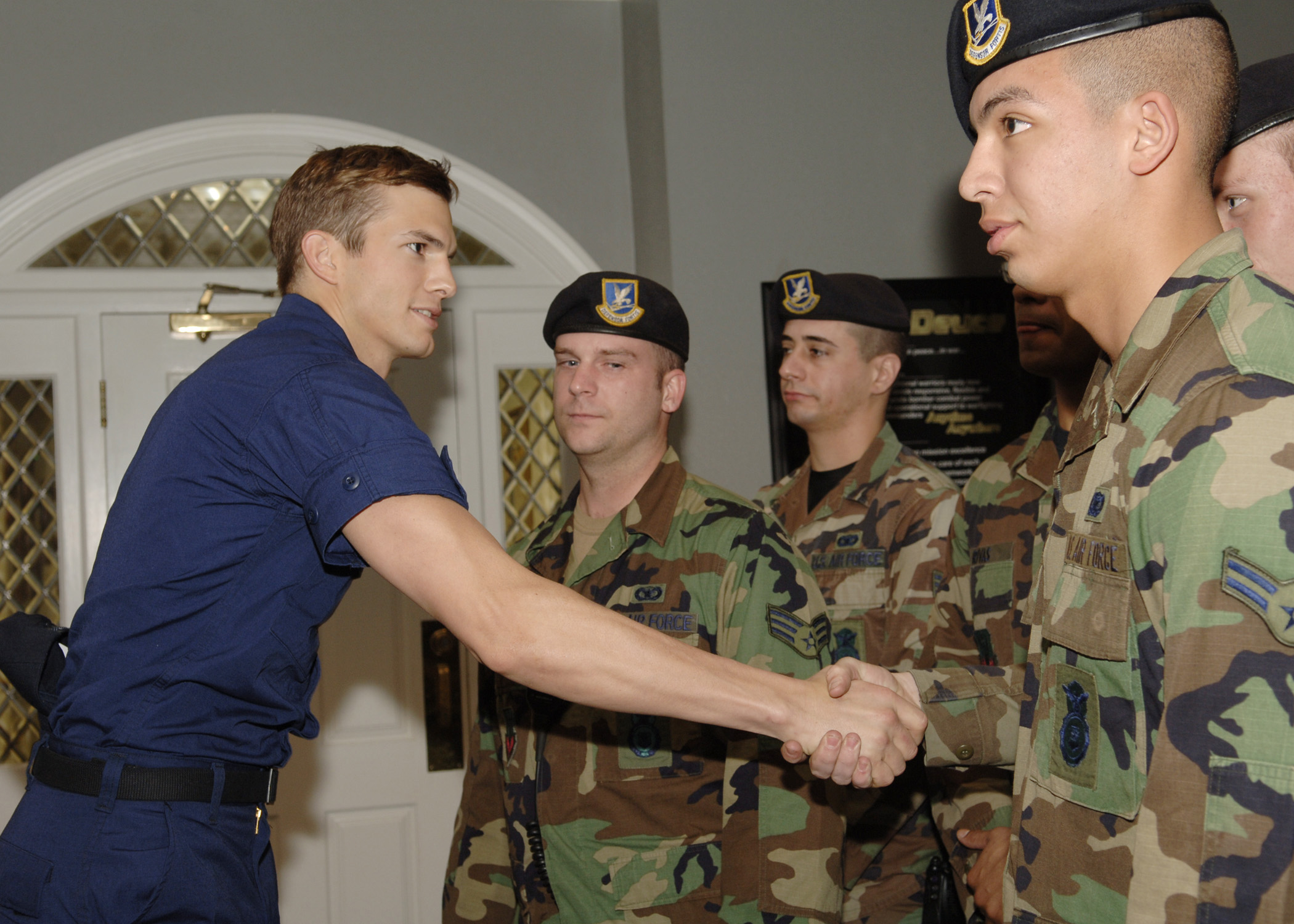
Kutcher con los soldados de la Fuerza Aérea que estuvieron en el filme The Guardian.

Kutcher fue parte del equipo de gestión para Ooma, una tecnología puesta en marcha en septiembre de 2007. Ooma está en la Voz sobre IP y el papel de Ashton era como Director Creativo. Estuvo liderando una campaña de marketing y produciendo vídeos virales para promover este servicio. Ooma renovó su estrategia de ventas y marketing con un nuevo equipo para verano de 2008, reemplazando a Ashton Kutcher como su director creativo.
Kutcher produjo y protagonizó en la comedia de 2010 Killers, en que interpretaba a un asesino a sueldo.
Kutcher fue anfitrión de WWE Raw el 31 de mayo de 2010. Hubo una controversia en el evento debido a que Kutcher sólo se le veía en pantalla y no en persona por muchos de los asistentes.
Actualmente anuncia para cámaras Nikon.
A partir del 12 de mayo de 2011, reemplazó a Charlie Sheen en la comedia Two And A Half Men, consiguiendo un contrato de un millón de dólares por episodio en la misma.
En 2013, protagonizó la película Jobs interpretando el papel de Steve Jobs, mostrando su vida basado en sus memorias y sus más destacados sucesos históricos, con acontecimientos ficticios.

## Vida personal

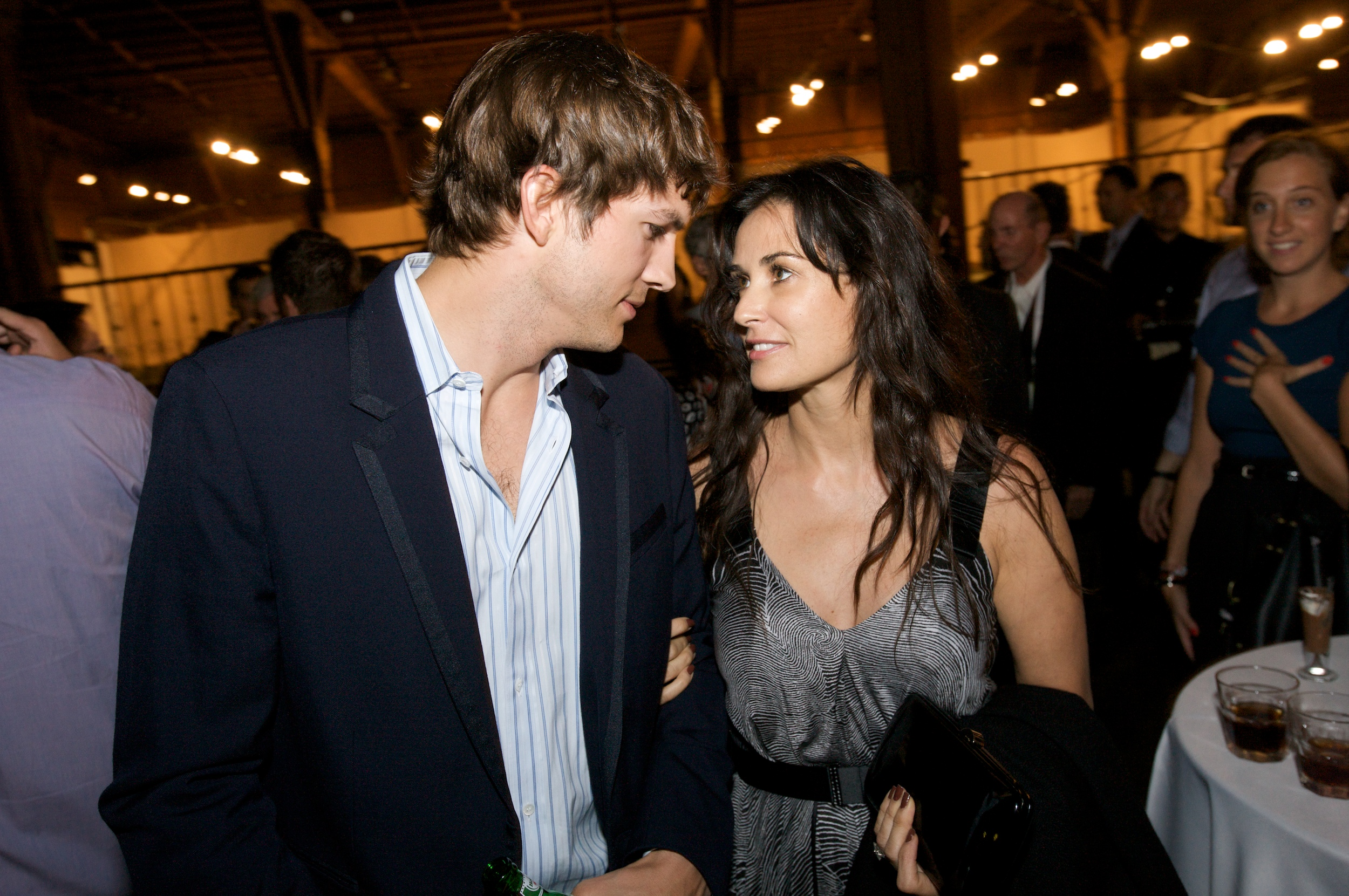
Kutcher y Demi Moore en 2008.

Kutcher realizó una inversión en un restaurante italiano llamado Dolce, cuyos otros propietarios son Danny Masterson y Wilmer Valderrama, y en un restaurante japonés llamado Geisha House (Atlanta, Los Ángeles y Nueva York). El actor se autodescribe como un liberal social y conservador fiscal. El 17 de septiembre de 2008 fue nombrado entrenador del equipo de fútbol de la escuela Harvard Westlake (Los Ángeles). Sin embargo, no pudo regresar en 2009 por el rodaje de Spread.
En 2001, Kutcher mantenía una relación con Ashley Ellerin, de 22 años, cuando ésta fue asesinada el 22 de febrero de ese año por Michael Gargiulo, quien fue detenido hasta 2008 y sentenciado por este y otros crímenes en 2019, el propio Kutcher testificó contra el asesino durante el juicio respectivo.
A finales de 2002 comenzó una relación con la actriz Brittany Murphy, quien era su coprotagonista en la película Just Married la cual ambos grababan al momento de iniciar su relación, misma que terminaron pocos meses.
En 2003 empezó a salir con la también actriz Demi Moore y se casaron el 24 de septiembre de 2005 en una ceremonia privada, celebrada por un rabino del centro Kabbalah. Asistieron cerca de 150 invitados, incluidos amigos y familiares como Bruce Willis (exmarido de ella). En octubre de 2010, el matrimonio se reunió con el codirector del centro Kabbalah Yehuda Berg en Israel. De hecho, Natalie Portman, que fue su compañera en Sin compromiso (2011), dijo: «Kutcher me ha enseñado más sobre el judaísmo de lo que creo que he aprendido de alguien más».
En noviembre de 2011, Moore anunció que se divorciaría de Ashton Kutcher, después de seis años de matrimonio.
Desde 2012 mantiene una relación con la actriz Mila Kunis, con la que contrajo matrimonio en 2015. El 30 de septiembre de 2014 se convirtieron en padres de una niña, Wyatt Isabelle Kutcher, la cual nació en el hospital Cedars Sinai de Los Ángeles (California). El 30 de noviembre de 2016 el matrimonio dio la bienvenida a su segundo hijo, Dimitri Portwood Kutcher.
En agosto de 2022, Kutcher reveló que dos años antes le habían diagnosticado vasculitis, que había afectado su audición, visión y movilidad durante el transcurso de un año.

### Capital de riesgo
Más allá del mundo del entretenimiento, Kutcher ha invertido en varias startups de alta tecnología. Kutcher ha invertido en cinco nuevas empresas a partir de agosto de 2017: Neighbourly, Zenreach, ResearchGate, Kopari Beauty y, más recientemente, Lemonade, marcando su incursión en el sector "insurtech".
Es cofundador de la firma de capital riesgo A-Grade Investments con Guy Oseary y Ron Burkle y el administrador de fondos Chris Hollod. Kutcher, Oseary & Burkle comenzaron invirtiendo inicialmente $30 millones de sus propios fondos en 2010 cuando fundaron la empresa, en 2016 Forbes valoró las tenencias de las empresas en $ 236 millones. En SXSW el 14 de marzo de 2015, Kutcher anunció Sound Ventures, el sucesor de A-Grade Investments que administra un fondo respaldado por fondos institucionales.
El 29 de octubre de 2013, Lenovo anunció que contrató a Kutcher como ingeniero de producto. Kutcher formó parte del equipo de gestión de Ooma, una nueva empresa tecnológica lanzada en septiembre de 2007. Ooma está en el negocio del Protocolo de voz sobre Internet y el papel de Kutcher fue como Director Creativo. Encabezó una campaña de marketing y produjo videos virales para promocionar este servicio. Kutcher también creó un brazo interactivo de Katalyst llamado Katalyst Media, con su socio de Katalyst Films, Jason Goldberg. Su primer sitio fue la caricatura animada Blah Girls. Ooma renovó su estrategia de ventas y marketing con un nuevo equipo administrativo en el verano de 2008, reemplazando a Kutcher como su director creativo. Rich Buchanan, de Sling Media, se convirtió en el director de Marketing de Ooma.
Kutcher ha invertido en un restaurante italiano, Dolce (otros propietarios incluyen Danny Masterson y Wilmer Valderrama) y un restaurante de temática japonesa llamado Geisha House con ubicaciones en Atlanta, Los Ángeles y Nueva York. Geisha House cerró el 1 de junio de 2013. En 2019, Ashton Kutcher, Mark Cuban, Steve Watts y la esposa de Watts, Ángela, invirtieron una participación del 50% en los zapatos de Veldskoen, nuevos negocios de Estados Unidos.

### Otro trabajo
En 2009, Kutcher estableció una organización internacional de derechos humanos con su entonces esposa Demi Moore. DNA Foundation, más tarde conocida como Thorn: Digital Defenders of Children, trabaja para abordar la explotación sexual de los niños y la proliferación de la pornografía infantil a escala mundial. El 23 de marzo de 2011, Kutcher lanzó su propio cliente de Twitter con UberMedia llamado A.plus. Si bien la aplicación estaba inicialmente disponible exclusivamente para computadoras de escritorio con Adobe Air instalado, finalmente estuvo disponible en plataformas móviles, para iPhone, Android y BlackBerry.
En 2013, Kutcher se asoció con Evan Beard y Kendall Dabaghi para lanzar A Plus, donde Kutcher es actualmente el presidente de la Junta. Inicialmente un servicio de descubrimiento de productos, se transformó en abril de 2014 en una plataforma de contenido basada en redes sociales centrada en historias optimistas. Fue lanzado oficialmente en esa encarnación en enero de 2015. Ha reportado 27.5 millones de usuarios únicos mensuales en los Estados Unidos, tiene un rango de Alexa de aproximadamente 11787 (4019 en los EE. UU.), Y es clasificado por Quantcast como uno de los 50 sitios principales en los EE. UU. En términos de visitantes únicos.

### Presencia en Twitter
El 16 de abril de 2009, Kutcher se convirtió en el primer usuario en Twitter en tener más de 1.000.000 de seguidores, superando a CNN en el "concurso de millones de seguidores". Kutcher anunció por Twitter que donaría $100.000 a una organización benéfica para luchar contra la malaria. Sin embargo, ha habido varios informes que Twitter manipuló los resultados del concurso previniendo a los usuarios de "dejar de seguir" a Kutcher o CNN.

## Filmografía

### Cine
| Año  | Título                | Papel                |
| ---- | --------------------- | -------------------- |
| 1999 | Coming Soon           | Louie                |
| 2000 | Down to You           | Jim Morrison         |
| 2000 | Reindeer Games        | Chico universitario  |
| 2000 | Dude, Where's My Car? | Jesse Montgomery III |
| 2001 | Texas Rangers         | George Durham        |
| 2003 | Recién casados        | Tom Leezak           |
| 2003 | My Boss's Daughter    | Tom Stansfield       |
| 2003 | Cheaper by the Dozen  | Hank                 |
| 2004 | El efecto mariposa    | Evan Treborn         |
| 2005 | Guess Who             | Simon Green          |
| 2005 | A Lot Like Love       | Oliver Martin        |
| 2006 | Bobby                 | Pescador Mike        |
| 2006 | The Guardian          | Jake Fischer         |
| 2006 | Open Season           | Elliot (voz)         |
| 2008 | What Happens in Vegas | Jack Fuller          |
| 2009 | Spread                | Nikki Harper         |
| 2009 | Personal Effects      | Walter               |
| 2010 | Valentine's Day       | Reed Bennet          |
| 2010 | Killers               | Spencer Aimes        |
| 2011 | No Strings Attached   | Adam Franklin        |
| 2011 | New Year's Eve        | Randy McKlein        |
| 2013 | Jobs                  | Steve Jobs           |
| 2014 | Annie                 | Simon Goodspeed      |

### Televisión
| Año            | Título             | Papel                       | Notas                                                         |
| -------------- | ------------------ | --------------------------- | ------------------------------------------------------------- |
| 1998–2006      | That '70s Show     | Michael Kelso               | Temporadas 1–7; temporada 8 (papel recurrente) 184 episodios  |
| 2001           | Just Shoot Me!     | Dean Cassidy                | 1 episodio                                                    |
| 2002           | Grounded for Life  | Primo Scott                 | 1 episodio                                                    |
| 2003–2007,2012 | Punk'd             | Presentador                 | Creador, 2003-2007: presentador, 2012: presentador de famosos |
| 2005           | Robot Chicken      | Varios                      | Voz                                                           |
| 2008           | Miss Guided        | Beaux                       | 1 episodio                                                    |
| 2011–2015      | Two and a Half Men | Walden Schmidt              | Papel principal temporada 9-temporada 12                      |
| 2013           | Men at Work        | Cameo como Eric el pescador | 1 Episodio                                                    |
| 2016           | Padre de familia   | Él mismo                    |                                                               |
| 2016-2020      | The Ranch          | Colt Bennett                | Papel principal, 80 episodios                                 |
| 2017           | The Bachelorette   | El mismo                    | Episodio: "Temporada 13, 139 overall"                         |
| 2023           | That '90s Show     | Michael Kelso               | 1 episodio                                                    |

### Como productor
| Año       | Título                    | Episodios    | Nota                                      |
| --------- | ------------------------- | ------------ | ----------------------------------------- |
| 2003      | My Boss's Daughter        |              | Coproductor                               |
| 2003–2007 | Punk'd                    | 69 episodios | Productor ejecutivo/anfitrión             |
| 2004      | El efecto mariposa        |              | Productor ejecutivo                       |
| 2004      | You've Got a Friend       | 8 episodios  | Productor ejecutivo                       |
| 2005–2008 | Beauty and the Geek       | 48 episodios | Productor ejecutivo                       |
| 2007      | Adventures in Hollyhood   | 8 episodios  | Productor ejecutivo                       |
| 2007      | Miss Guided               | 7 episodios  | Productor ejecutivo                       |
| 2007      | Game Show in My Head      |              | Productor ejecutivo                       |
| 2007      | The Real Wedding Crashers | 7 episodios  | Productor ejecutivo                       |
| 2007      | Room 401                  | 8 episodios  | Productor ejecutivo                       |
| 2008      | Pop Fiction               |              | Productor ejecutivo                       |
| 2008–2009 | Opportunity Knocks        |              | Serie de televisión (Productor ejecutivo) |
| 2009      | True Beauty               |              | Productor ejecutivo                       |
| 2009      | The Beautiful Life        | 5 episodios  |                                           |
| 2009      | Spread                    |              |                                           |
| 2010      | Killers                   |              | Productor ejecutivo                       |
| 2012–2013 | Rituals                   | 3 episodios  | Productor ejecutivo                       |
| 2013      | Forever Young             | 6 episodios  | Productor ejecutivo                       |

## Premios
Premios del Sindicato de Actores
| Año  | Categoría     | Película | Resultado |
| ---- | ------------- | -------- | --------- |
| 2007 | Mejor reparto | Bobby    | Nominado  |

Premios de la Crítica Cinematográfica
| Año  | Categoría                | Película | Resultado |
| ---- | ------------------------ | -------- | --------- |
| 2007 | Mejor actuaciòn ensemble | Bobby    | Nominado  |

Hollywood Film Award
| Año  | Categoría            | Película | Resultado |
| ---- | -------------------- | -------- | --------- |
| 2006 | Ensemble of the Year | Bobby    | Ganador   |

MTV Movie Awards
| Año  | Categoría                     | Película              | Resultado |
| ---- | ----------------------------- | --------------------- | --------- |
| 2001 | Breakthrough Male Performance | Dude, Where's My Car? | Nominado  |
| 2011 | Mejor Actuación de Comedia    | No Strings Attached   | Nominado  |

People's Choice Awards
| Año  | Categoría                    | Película | Resultado |
| ---- | ---------------------------- | -------- | --------- |
| 2010 | Favorite Web Celebrity       | Él mismo | Ganador   |
| 2012 | Favorite Comedic Movie Actor |          | Nominado  |

Teen Choice Awards
| Año  | Categoría                               | Película                   | Resultado |
| ---- | --------------------------------------- | -------------------------- | --------- |
| 2001 | Cine - Choice Actor                     | Dude, Where's My Car?      | Nominado  |
| 2001 | Cine - Química (con Sean William Scott) | Dude, Where's My Car?      | Nominado  |
| 2001 | TV - Choice Actor                       | Dude, Where's My Car?      | Nominado  |
| 2002 | TV - Choice Actor, Comedia              | That '70s Show             | Nominado  |
| 2003 | Choice Reality Hunk                     | Punk'd                     | Ganador   |
| 2003 | Choice TV Reality/Variety Host          | Punk'd                     | Ganador   |
| 2003 | Choice Actor de TV                      | That '70s Show             | Ganador   |
| 2004 | Choice TV Personality                   | Punk'd                     | Ganador   |
| 2004 | Choice Reality/Variety TV Star – Male   | Punk'd                     | Ganador   |
| 2004 | Choice TV Actor – Comedy                | That '70s Show             | Ganador   |
| 2004 | Choice Movie Hissy Fit                  | Cheaper by the Dozen       | Nominado  |
| 2004 | Choice Movie Liplock                    | Cheaper by the Dozen       | Nominado  |
| 2005 | Choice TV Personalidad masculina        | Punk'd                     | Ganador   |
| 2005 | Choice TV Actor: Comedy                 | That '70s Show             | Ganador   |
| 2005 | Choice Movie Actor: Comedia             | Guess Who, A Lot Like Love | Nominado  |
| 2005 | Choice Movie Rockstar Moment            | A Lot Like Love            | Ganador   |
| 2006 | TV - Choice Personalidad                | Punk'd                     | Ganador   |
| 2007 | Voz favorita en un dibujo animado       | The Guardian               | Nominado  |
| 2008 | Choice Movie Actor: Comedia Romántica   | What Happens in Vegas      | Ganador   |
| 2009 | Choice Estrella Web                     | Él mismo                   | Nominado  |
| 2010 | Choice Movie Actor: Comedia Romántica   | Valentine's Day            | Ganador   |
| 2010 | Choice Movie Actor: Comedia             | Killers                    | Ganador   |
| 2011 | Choice Movie Actor: Comedia Romántica   | No Strings Attached        | Ganador   |
| 2012 | Choice TV Actor: Comedia                | Two and a Half Men         | Nominado  |
| 2013 | Premio Máximo a la carrera del actor    | Él mismo                   | Ganador   |
| 2013 | Choice TV Actor: Comedia                | Two and a Half Men         | Nominado  |
| 2014 | Choice TV Actor: Comedia                | Two and a Half Men         | Nominado  |
| 2014 | Choice Social Media King                | N/A                        | Nominado  |

Kid's Choice Awards
| Año  | Categoría                         | Película                                             | Resultado |
| ---- | --------------------------------- | ---------------------------------------------------- | --------- |
| 2004 | Actor de cine favorito            | Just Married My Boss's Daughter Cheaper by the Dozen | Nominado  |
| 2005 | Actor favorito de TV              | That '70s Show Punk'd                                | Nominado  |
| 2006 | Actor favorito de TV              | That '70s Show                                       | Nominado  |
| 2007 | Voz favorita en un dibujo animado | Bobby                                                | Nominado  |

Young Artist Award
| Año  | Categoría                                                | Película       | Resultado |
| ---- | -------------------------------------------------------- | -------------- | --------- |
| 1999 | Mejor interpretación en una serie de TV - Young Ensemble | That '70s Show | Nominado  |

Premios Razzies
| Año  | Categoría                                        | Película                                             | Resultado |
| ---- | ------------------------------------------------ | ---------------------------------------------------- | --------- |
| 2003 | La peor pareja en pantalla (con Brittany Murphy) | Just Married                                         | Nominado  |
| 2003 | La peor pareja en pantalla (con Tara Reid)       | My Boss's Daughter                                   | Nominado  |
| 2004 | Peor actor                                       | Cheaper by the Dozen Just Married My Boss's Daughter | Nominado  |
| 2011 | Peor actor                                       | Killers Valentine's Day                              | Ganador   |